# Федюнинская (Вожегодский район)
Федюнинская — деревня в Вожегодском районе Вологодской области на реке Муж.
Входит в состав Нижнеслободского сельского поселения, с точки зрения административно-территориального деления — в Нижнеслободский сельсовет.
Расстояние по автодороге до районного центра Вожеги — 50 км, до центра муниципального образования Деревеньки — 1 км. Ближайшие населённые пункты — Якунинская, Деревенька, Черновская, Холдынка, Окуловская.
По переписи 2002 года население — 43 человека (20 мужчин, 23 женщины). Всё население — русские.